# اس‌ام یوسی-۲۱
اس‌ام یوسی-۲۱ (به انگلیسی: SM UC-21) یک زیردریایی بود که طول آن ۱۶۱ فوت ۱۱ اینچ (۴۹٫۳۵ متر) بود. این زیردریایی در سال ۱۹۱۶ ساخته شد.